# Lonate Ceppino
Lonate Ceppino là một đô thị ở tỉnh Varese trong vùng Lombardia, có cự ly khoảng 35 km về phía tây bắc của Milan và khoảng 13 km về phía nam của Varese. Tại thời điểm ngày 31 tháng 12 năm 2004, đô thị này có dân số 4.321 người và diện tích là 4,8 km².
Lonate Ceppino giáp các đô thị: Cairate, Castelseprio, Gornate-Olona, Tradate, Venegono Inferiore.